# Czupurka
Czupurka, arnoglosa czupurka (Arnoglossus imperialis) – gatunek morskiej ryby flądrokształtnej z rodziny skarpiowatych (Bothidae).

## Występowanie
Wschodni Atlantyk od Szkocji po Namibię oraz zachodnia część Morza Śródziemnego.
Żyje przy dnie na głębokości 40–200 (20–350) m. Spotykana nad dnem piaszczystym lub mulistym, często z muszlami lub koralami.

## Cechy morfologiczne
Dorasta do 25 cm długości. Wzdłuż linii bocznej 51–66 łusek. Między oczami kostny garb, dolne oko trochę bardziej wysunięte do przodu niż górne. W płetwie grzbietowej 95–106 promieni, w płetwie odbytowej 74–82 promienie. U samców 2 do 6, u samic zaś 2 do 5 promieni płetwy grzbietowej, licząc od głowy, są wydłużone i stwardniałe.
U samców w tylnej części płetw brzusznych wyraźna, czarna plamka, u samic plama ta również występuje, jednak jest szarawa i rozmyta.

## Rozród
W północnym Atlantyku i w Morzu Śródziemnym trze się od III do V. Ikra jest pelagiczna.

## Znaczenie
Poławiana w celach spożywczych, w sieci ciągnione po dnie lub w toni.